# فرانك ويكس
فرانك ويكس (30 يناير 1892 - 26 أبريل 1965)  (بالإنجليزية: Frank Wicks)‏ هو لاعب كريكت بريطاني (وحمل سابقاً جنسية المملكة المتحدة لبريطانيا العظمى وأيرلندا).